# SMS Szigetvár
Le SMS Szigetvár était un croiseur protégé de classe Zenta construit par l'Autriche-Hongrie à partir de 1899.